# Journal of the Chemical Society, Faraday Transactions
Das Journal of the Chemical Society, Faraday Transactions (nach ISO 4 abgekürzt J. Chem. Soc. Faraday Trans.) war eine chemische Fachzeitschrift, die zwischen 1990 und 1998 monatlich erschien.
Von allen Artikeln stehen Abstracts im Web kostenfrei zur Verfügung, Volltext-PDF-Dateien sind dagegen kostenpflichtig.

## Publikationshistorie
Der Ursprung der „Faraday Transactions“ lag in der seit 1905 erschienenen Zeitschrift Transactions of the Faraday Society, herausgegeben von der Faraday Society. Mit der Vereinigung mehrerer chemischer Gesellschaften zur Royal Society of Chemistry 1972 wurden auch die bisherigen Publikationen neu geordnet, die Transactions of the Faraday Society verschmolzen mit dem Journal of the Chemical Society B: Physical Organic zu zwei Serien der Journal of the Chemical Society, Faraday Transactions.
Vorgängerzeitschrift auf Seiten der Society of Chemistry war das Journal of the Chemical Society, das 1965 in vier eigenständige Titel aufgespalten wurde. Der Titel des Nachfolgejournals, aus dem schließlich das Journal of the Chemical Society, Faraday Transactions hervorging, wurde zwischenzeitlich mehrfach geändert, aufgeteilt und wieder zusammengefasst:
- Transactions of the Faraday Society (1905–1971)

- Journal of the Chemical Society B: Physical Organic (1966–1971)[1]
- Journal of the Chemical Society, Faraday Transactions 1: Physical Chemistry in Condensed Phases (1972–1989)
- Journal of the Chemical Society, Faraday Transactions 2: Molecular and Chemical Physics (1972–1989)
- Journal of the Chemical Society, Faraday Transactions (1990–1998)[2]

1998 wurde das Journal mit einer Reihe weiterer physikalisch-chemischer Fachzeitschriften verschmolzen und unter dem Titel Physical Chemistry Chemical Physics weitergeführt.